# Muhammet Reis
Muhammet Reis (* 27. Oktober 1984 in Trabzon) ist ein türkischer Fußballspieler.

## Karriere
Reis startete mit dem Vereinsfußball in der Jugend von Trabzonspor und spielte hier bis ins Jahr 2004. Anschließend wechselte er als Profispieler zum Drittligisten Erzurumspor. Bereits nach einer Spielzeit kehrte er zum Trabzonspor zurück und nahm mit der Profimannschaft am vorsaisonlichen Trainingscamp teil. Nach Ende dieses Camps wurde er für die anstehende Spielzeit an Kocaelispor ausgeliehen. Hier spielte er aber nur die Hinrunde. So wurde er für die Rückrunde an Akçaabat Sebatspor ausgeliehen. Bei Sebatspor zählte er mit seinen vier Toren in 15 Spielen zu den auffälligsten Spielern seines Teams. So verpflichtete ihn der Verein zum Saisonende samt Ablöse.
Da er mit Sebatspor zum Sommer 2007 den Klassenerhalt verfehlte und der Verein verschuldet vor der Auflösung stand, verließ Reis diesen Verein und wechselte zum Drittligisten Arsinspor. Bei diesem gelang ihm auf Anhieb der Sprung in die Startelf. Mit acht Toren in 27 Spielen zählte er zu den Leistungsträgern dieser Mannschaft. Nach einer Saison wechselte Reis zum Ligarivalen Konya Şekerspor. Hier verbrachte er nur die Hinrunde und wurde für die Rückrunde an seinen alten Verein Akçaabat Sebatspor ausgeliehen. Zum Sommer 2009 zu Şekerspor zurückgekehrt spielte er hier die nächsten zwei Spielzeiten durchgängig als Stammspieler. Da Şekerspor mit Konyaspor zu Torku Konyaspor fusionierte war, verließ Reis mit seinem Vertragsende Şekerspor.
Zum Sommer 2012 wechselte er dann zum Drittligisten Balıkesirspor. Mit diesem Verein erreichte er in der Saison 2012/13 die Meisterschaft der TFF 2. Lig und damit den Aufstieg in die TFF 1. Lig. Reis trug in dieser Meisterschaftssaison die Kapitänsbinde. In der 1. Lig setzte Reis seine Form fort. Mit 19 Ligatoren war er maßgeblich an der Vizemeisterschaft seiner Mannschaft beteiligt und trug damit dazu bei, dass sein Klub nach 38-jähriger Abstinenz wieder in die Süper Lig aufstieg. In dieser Saison wurde Reis zudem zusammen mit Slavko Perović Torschützenkönig der Zweitligasaison 2013/14.
Nach dem Aufstieg verhandelte Reis mit Balıkesirspor um eine Vertragsverlängerung. Während Reis auf einen Dreijahresvertrag beharrte, bot ihm Balıkesirspor nur einen Zweijahresvertrag an. So konnten beide Seiten keine Einigung finden. Am zweiten Tag der Sommertransferperiode 2014 wechselte Reis zum Zweitligisten Osmanlıspor FK. Hier erhielt er einen Dreijahresvertrag. Auch bei seinem neuen Verein tat sich Reis als Leistungsträger hervor. Mit seinen 15 Saisontoren wurde er erneut der erfolgreichste Torjäger seiner Mannschaft und trug erheblich zur Vizemeisterschaft und damit dem Aufstieg bei.
Auch nach diesem Aufstieg verließ er seinen Verein und wechselte dieses Mal zum Zweitligisten Kardemir Karabükspor. Auch mit diesem Verein erreichte er durch die Vizemeisterschaft den Aufstieg in die Süper Lig. Anschließend wechselte er zum Zweitligisten Büyükşehir Gaziantepspor und im Januar 2018 zu Giresunspor. Die nächste Station, ebenfalls für ein Jahr, war Akhisarspor, bevor Reis bei Sakaryaspor in der Saison 2020/2021 zu den Leistungsträgern gehörte. Seit 2021 spielt er bei Iğdır FK.

## Nationalmannschaft
Reis spielte 2002 insgesamt elf Mal für die türkische U-19-Nationalmannschaft. Für die U-21-Nationalmannschaft der Türkei absolvierte er 2006 eine Begegnung. Zudem gewann der mit der türkischen Olympiaauswahl bei den Mittelmeerspielen 2005 die Silbermedaille.

## Erfolge
Mit Balıkesirspor
- Meister der TFF 2. Lig und Aufstieg in die TFF 1. Lig: 2012/13
- Vizemeister der TFF 1. Lig und Aufstieg in die Süper Lig: 2013/14

Mit Osmanlıspor FK
- Vizemeister der TFF 1. Lig und Aufstieg in die Süper Lig: 2014/15

Kardemir Karabükspor
- Vizemeister der TFF 1. Lig und Aufstieg in die Süper Lig: 2015/16

Mit der Olympiaauswahl der Türkei
- Silbermedaillengewinner bei den Mittelmeerspielen: 2005

## Auszeichnungen
- Torschützenkönig der TFF 1. Lig: 2013/14 (mit Slavko Perović)